# Liste der Landschaftsschutzgebiete im Ortenaukreis
Im Ortenaukreis gibt es 23 Landschaftsschutzgebiete.  Nach der Schutzgebietsstatistik der Landesanstalt für Umwelt, Messungen und Naturschutz Baden-Württemberg (LUBW) stehen 14.750,22 Hektar der Landkreisfläche unter Landschaftsschutz, das sind 7,97 Prozent.
| Name                                | Bild | Kennung               | Einzelheiten | Position | Fläche Hektar | Datum         |
| ----------------------------------- | ---- | --------------------- | --- | -------- | ------------- | ------------- |
| Dörlinbacher Grund                  | BW   | 3.17.001 WDPA: 321064 | Ettenheim, Ringsheim, Kappel-Grafenhausen Idyllisches Waldtälchen, welches sich von Ettenheimmünster ins Gebirge hineinzieht. | ⊙        | 94,0          | 31. Jan. 2006 |
| Geroldseck                          | BW   | 3.17.002 WDPA: 323879 | Biberach (Baden), Lahr/Schwarzwald, Seelbach Der beherrschende, weithin sichtbare Mittelpunkt des Gebirges zwischen Kinzig- und Schuttertal ist die Ruine Geroldseck auf einem prachtvollen Porphyr-Kegel.                                              | ⊙        | 1.388,0       | 24. März 1955 |
| Rheinwald "Taubergießen"            |      | 3.17.003 WDPA: 323098 | Rust, Kappel-Grafenhausen Letzte Reste der Rheinauenlandschaft mit gut erhaltener Weich- und Hartholzaue, durchflossen von Altrheinen und Gießen mit interessanten Wasserpflanzen- und Ufersaumgesellschaften; Brutgebiet der Reiherente.               | ⊙        | 67,0          | 11. Juni 1955 |
| Oberes Prinzbachtal                 | BW   | 3.17.005 WDPA: 323386 | Biberach (Baden) Reizvolles Schwarzwaldwiesentälchen. | ⊙        | 6,0           | 15. Mai 1960  |
| Regelsbachtal                       | BW   | 3.17.006 WDPA: 323770 | Schuttertal Reizvolles Schwarzwaldwiesentälchen. | ⊙        | 9,0           | 25. Mai 1960  |
| Oberer Langenhard                   | BW   | 3.17.007 WDPA: 323353 | Lahr/Schwarzwald Von Wald eingeschlossenes Wiesen- und Feldgelände mit zahlreichen Baumgruppen; Hochebene mit weiter Fernsicht; bevorzugtes Wanderziel der Lahrer Bevölkerung.                                                                          | ⊙        | 90,0          | 31. Jan. 1962 |
| Litschental                         | BW   | 3.17.008 WDPA: 322636 | Ettenheim, Lahr/Schwarzwald, Seelbach Von Seelbach nach Nordwesten und Norden abzweigendes Seitental der Schwarzwald-Vorbergzone mit bäuerlicher Feldflur im Talgrund und zu beiden Seiten aufsteigende, ausgedehnte Hochwälder.                        | ⊙        | 975,0         | 31. Jan. 1962 |
| Schutterlindenberg                  |      | 3.17.009 WDPA: 324268 | Friesenheim (Baden), Lahr/Schwarzwald Lößvorberghügel. | ⊙        | 362,0         | 24. Aug. 1966 |
| Lierbachtal und Kniebisstraße       |      | 3.17.010 WDPA: 322603 | Oppenau Lierbachtal und die östlich und südöstlich davon liegenden Hänge des Schliffkopfes bis zum Kniebis, soweit sie nicht NSG sind. | ⊙        | 2.200,0       | 13. Dez. 1951 |
| Kniebis                             | BW   | 3.17.011 WDPA: 322224 | Bad Peterstal-Griesbach, Oppenau Südhang des Kniebis mit dem obersten Teil der Wilden Rench. | ⊙        | 530,0         | 15. März 1956 |
| Bergle                              | BW   | 3.17.012 WDPA: 319889 | Gengenbach Hanggebiet bei Gengenbach. | ⊙        | 26,0          | 1. Sep. 1965  |
| Brandeck                            | BW   | 3.17.013 WDPA: 320052 | Durbach, Offenburg, Ohlsbach, Ortenberg (Baden) Waldgebiet der unteren Schwarzwaldbergzone. | ⊙        | 1.897,0       | 4. Nov. 1965  |
| Rheinauewald Diersheim              | BW   | 3.17.014 WDPA: 323850 | Rheinau (Baden) Der Auenwald ist in der ihm ursprünglich eigenen Vielfalt an Pflanzen aller Art zu erhalten. Ausgedehnte Wälder mit stillen Waldwiesen und ungestörten Altwässern des Rheins vermitteln ein Landschaftsbild von seltener Schönheit.     | ⊙        | 250,0         | 10. Feb. 1959 |
| Kahlenberg                          | BW   | 3.17.015 WDPA: 322027 | Ettenheim, Ringsheim Bewaldete Kuppe des Kahlenberges inmitten weiter Rebflächen; die Vielfalt und Schönheit der Landschaft und damit ihr Erholungswert sind zu sichern.                                                                                | ⊙        | 6,0           | 11. Okt. 1982 |
| Sulzbach, Farrenkopf                | BW   | 3.17.016 WDPA: 324951 | Gutach (Schwarzwaldbahn) Das Sulzbachtal ist bekannt durch den Schwarzwaldmaler Hasemann, welcher in der Gutacher Gegend viele seiner Landschafts- und Trachtenbilder malte. Das Gebiet reicht vom Tal zum Farrenkopf und dem viel besuchten Büchereck. | ⊙        | 840,0         | 12. Juni 1956 |
| Oberes Achertal                     |      | 3.17.017 WDPA: 323355 | Kappelrodeck, Ottenhöfen im Schwarzwald, Seebach | ⊙        | 3.600,0       | 6. Feb. 1975  |
| Schwandeck                          | BW   | 3.17.018 WDPA: 324476 | Gengenbach Schwarzwaldtypischer Landschaftsteil mit einem reizvollen Wechsel von Waldgebieten und landwirtschaftlich genutzten Freiflächen; von besonderer Bedeutung für die Naherholung.                                                               | ⊙        | 251,0         | 14. Sep. 1987 |
| Roßwört                             | BW   | 3.17.019 WDPA: 323961 | Kehl 3 Teilgebiete. Puffer- und Ergänzungsraum für das gleichnamige NSG; Streuobstwiesen. | ⊙        | 5,7           | 10. Okt. 1989 |
| Elzwiesen                           |      | 3.17.020 WDPA: 321622 | Ringsheim, Rust Als Ergänzung zum gleichnamigen NSG sollen die landwirtschaftlich genutzten Flächen als Nahrungs- evtl. auch als Brutbiotop erhalten werden; ferner sollen schädliche Einwirkungen auf das NSG verhindert werden.                       | ⊙        | 137,6         | 25. März 2004 |
| Moosenmättle                        | BW   | 3.17.021 WDPA: 323042 | Wolfach Typische Schwarzwaldlandschaft; großflächige Waldgebiete im Wechsel mit Wiesen und Weidfeldern mit Weidbergfichten und Wacholdern; bedeutend für die überörtliche Erholung.                                                                     | ⊙        | 591,0         | 10. Aug. 1989 |
| Offenburger Vorbergzone             | BW   | 3.17.022 WDPA: 323476 | Offenburg, Ortenberg (Baden) Von flachen Talsenken und Geländerücken geprägter Grünzug zwischen der Kernstadt von Offenburg und den Siedlungsbereichen der Vorbergzone und Ortenberg; ökologischer Ausgleichsraum und Erholungsfläche.                  | ⊙        | 156,0         | 13. Dez. 1989 |
| Altwasser Goldscheuer               | BW   | 3.17.023 WDPA: 162134 | Kehl 2 Teilflächen. Puffer- und Ergänzungsraum für das gleichnamige NSG, Beeinträchtigungen sollen vom NSG ferngehalten werden. | ⊙        | 2,8           | 7. Nov. 1993  |
| Sundheimer Grund                    | BW   | 3.17.024 WDPA: 324962 | Kehl, Willstätt Landschaftliche Strukturvielfalt, geprägt durch Feldgehölze und Obstwiesen; Sicherung des gleichnamigen NSG vor Beeinträchtigungen. | ⊙        | 38,0          | 20. Nov. 1996 |
| Legende für Landschaftsschutzgebiet |      |                       | |          |               |               |